# Журавінець (Великопольське воєводство)
Журавінець (пол. Żurawiniec) — село в Польщі, у гміні Баранув Кемпінського повіту Великопольського воєводства.
Населення — 261 особа (2011).
У 1975-1998 роках село належало до Каліського воєводства.

## Демографія
Демографічна структура станом на 31 березня 2011 року:
|          | Загалом | Допрацездатний вік | Працездатний вік | Постпрацездатний вік |
| -------- | ------- | ------------------ | ---------------- | -------------------- |
| Чоловіки | 126     | 34                 | 81               | 11                   |
| Жінки    | 135     | 30                 | 78               | 27                   |
| Разом    | 261     | 64                 | 159              | 38                   |